# Staufenstraße 4 (Mönchengladbach)

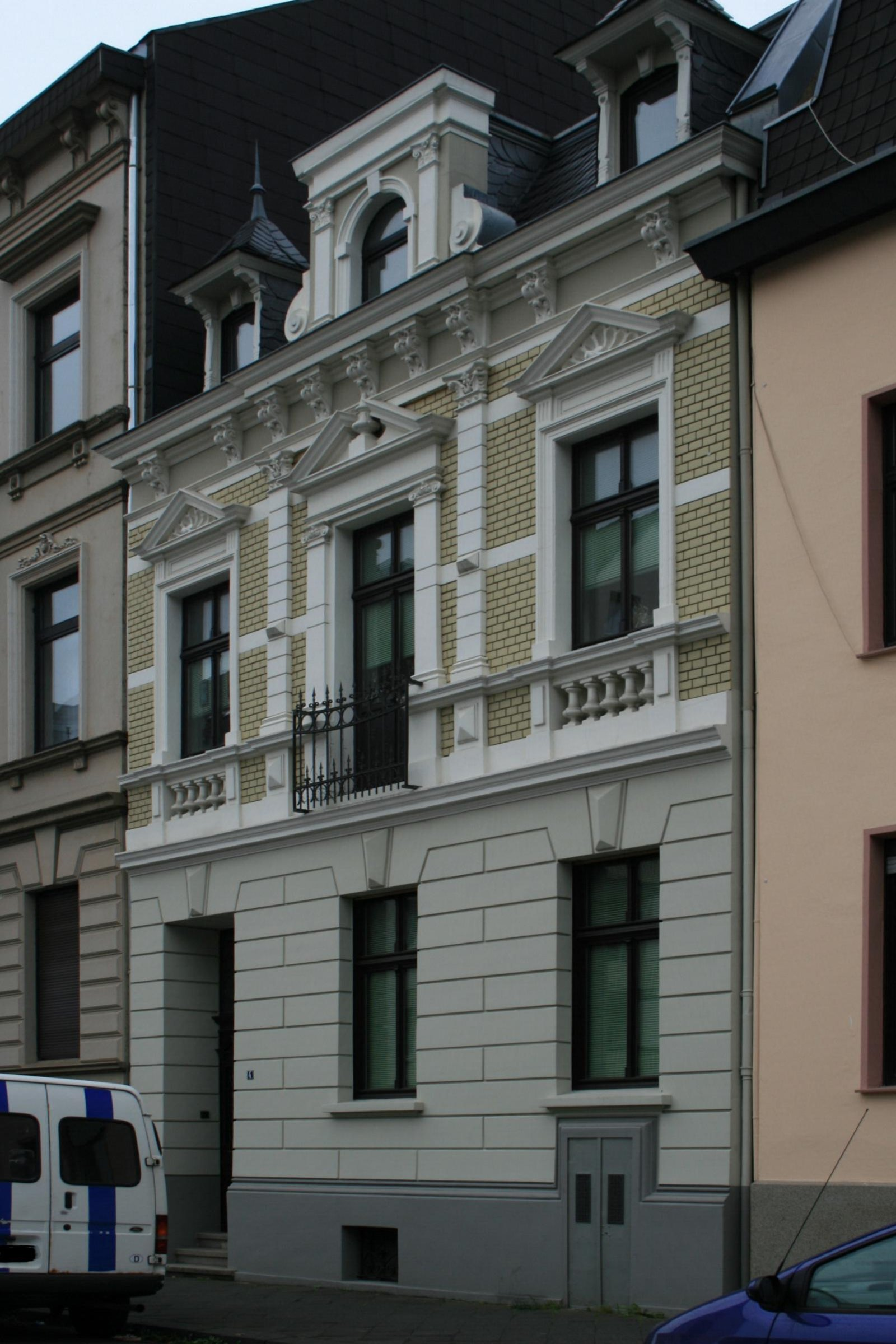
Wohnhaus (2010)

Das Wohnhaus Staufenstraße 4 steht in Mönchengladbach (Nordrhein-Westfalen).
Das Gebäude wurde um 1895 erbaut und unter Nr. St 026 am 24. Juni 1992 in die Denkmalliste der Stadt Mönchengladbach eingetragen.

## Lage
Die Staufenstraße liegt im Bereich der Oberstadt und verbindet die Viersener Straße mit der Barbarossastraße. 

## Architektur
Das Haus Nr. 20 ist ein traufständiges, zweigeschossiges, dreiachsiges  Wohnhaus unter einem Mansarddach mit Zwerchhaus, flankierenden Gauben und rückwärtigem Anbau. Das Haus wurde 1895 erbaut. Das Objekt ist aus städtebaulichen und architektonischen Gründen als Baudenkmal unbedingt schützenswert.